# Herkules i Omfale (obraz Francisca Goi)

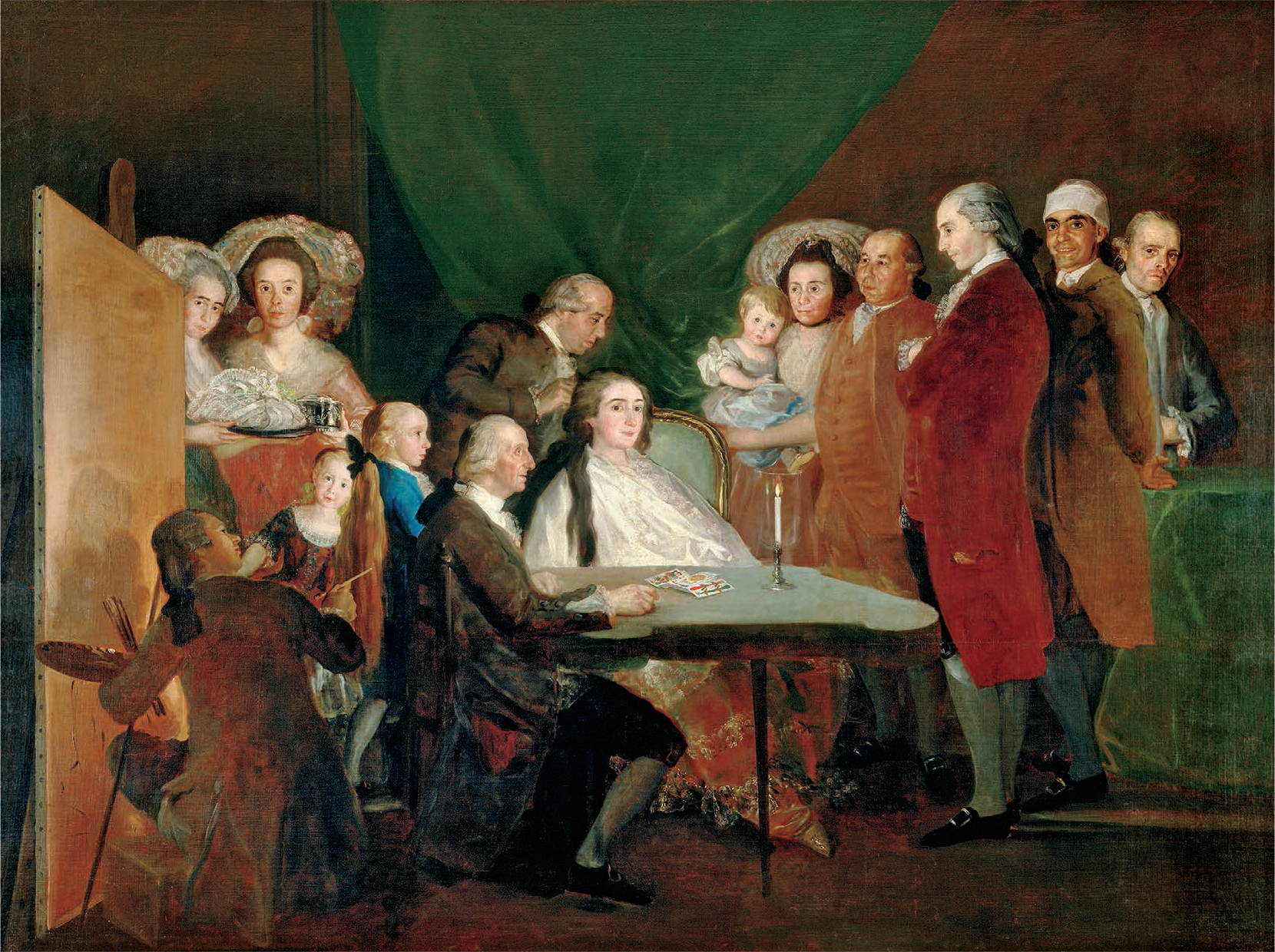
Rodzina infanta don Luisa – bohaterowie tego zbiorowego portretu mogli być inspiracją dla Herkulesa i Omfale

Herkules i Omfale (hiszp. Hércules y Ónfala) – obraz olejny hiszpańskiego malarza Francisca Goi. Przedstawia scenę mitologiczną, której bohaterami są Herkules i Omfale. Scena ma charakter humorystyczny, tematem jest zamiana tradycyjnych ról płciowych i alegoria władzy kobiet nad mężczyznami.

## Okoliczności powstania
Nie jest znany motyw powstania tego dzieła, ani zleceniodawca, jeżeli taki istniał. Goya namalował mitologiczną scenę z motywem humorystycznym – zawiera żart lub zagadkę stworzoną dla rozrywki klienta lub samego artysty. Poza portretami jest to jedno z nielicznych podpisanych i datowanych dzieł Goi. Wyeksponowany podpis i data na klindze miecza (FRANCISCO DE GOYA. AÑO 1784), sugerują bliską relację między artystą a klientem. Mit o Herkulesie i Omfale dawał artystom możliwość przedstawienia tematów erotycznych, zwłaszcza komedii odwrócenia tradycyjnych ról płciowych. U Goi motyw władzy kobiet nad mężczyznami pojawia się także w projektach tapiserii (np. Kukła) i serii rycin Kaprysy (np. rycina nr 73 Lepiej próżnować). Możliwe, że obraz nawiązuje do sztuki teatralnej, której bohaterem był Herkules, np. Fieras afemina amor Calderóna de la Barki, na co wskazują anachroniczne kostiumy i podobne do scenicznego oświetlenie.
Dokładnie w tym samym roku 1784 artysta wykonał portret zbiorowy Rodzina infanta don Luisa, przedstawiający bliskie osoby i świtę infanta Ludwika Antoniego Burbona, swojego mecenasa. Ukryte znaczenie rzekomo mitologicznej sceny może odnosić się do morganatycznego małżeństwa infanta z młodszą o ponad 30 lat Marią Teresą de Vallabriga i miłosnych intryg z ich otoczenia. Goya dwukrotnie przebywał na dworze infanta w Arenas de San Pedro pracując nad portretami, dlatego miał okazję do obserwacji jego rodziny. Z korespondencji spowiednika infanta z królewskim sekretarzem Floridablanką wynika, że infant, o słabym charakterze, dawał się łatwo manipulować swojej dumnej i żywiołowej małżonce. Duchowny skarżył się, że młoda żona źle traktowała infanta i publicznie go poniżała. Przedstawiona na obrazie Omfale jest podobna do Marii Teresy: ma owalną twarz, duże, ciemne oczy i gęste włosy luźno zebrane na karku. Podobnie jak Rodzina infanta don Luisa jest to intymna scena, skupiająca się wokół pięknej, młodej kobiety. Według Manueli Meny Goya może nawiązywać do relacji innej pary: królowej Marii Ludwiki i młodego oficera gwardii królewskiej Manuela Godoya, którego poznała w 1784 roku.

## Opis obrazu
Tradycyjny tytuł obrazu nawiązuje do mitu o Herkulesie i Omfale. Bóg Apollo, przemawiając poprzez wyrocznię delficką, skazał Herkulesa za zabójstwo Ifitosa. Karą była utrata męskości, miał odpokutować winę jako niewolnik i zajmować się kobiecymi pracami. Omfale, królowa Lidii, kupiła go na targu niewolników, nie wiedząc, kim jest. W swoim pałacu złośliwie zmuszała herosa do noszenia kobiecych strojów i wykonywania tradycyjnie kobiecych czynności, naśmiewając się z niego i poddając go upokorzeniom. Dla żartu skradła i nosiła skórę lwa nemejskiego oraz maczugę Herkulesa. Herkules otrzymał także zadania dla herosa: musiał zgładzić smoka i zabić bandytę Syleusa.
Goya nie podejmuje próby poetyckiego, godnego przedstawienia klasycznych bohaterów. Scena jest groteskowa, a postaci anachroniczne: Herkules został przedstawiony jako renesansowy rycerz w zbroi od stóp do głów, zaś towarzyszące mu kobiety wyglądają jak barokowe damy. Heros siedzi na niskim stołku naprzeciw Omfale, na drugim planie miejsce zajmuje dama dworu. Królowa ma na sobie białą suknię, odsłaniającą dekolt i ramię, a na kolanach bogatą, czerwoną tkaninę, być może jest to aluzja do purpurowego płaszcza Herkulesa. Z przybornika trzymanego w podołku wysnuwa się nić, którą mężczyzna próbuje nawlec na igłę. Przy tej czynności bohater nabiera kobiecej delikatności, komiczny jest kontrast pomiędzy ciężką, męską zbroją, którą nosi, a czynnością nawlekania igły. Oczywista metafora seksualna jest podkreślona przez mowę ciała królowej – jej nogi są lekko rozstawione, stopy w eleganckich butach w sugestywny sposób przeplatają się ze stopami rycerza. Białe pióro w kapeluszu Omfale jest skierowane w lewą stronę, jakby odpowiadało czerwonemu pióru w hełmie Herkulesa. Kobieta z rozbawieniem patrzy na wijącego się złotego smoka na hełmie Herkulesa (ten motyw znajduje się we włoskim szkicowniku Goi), równie bezsilnego jak jego właściciel. Na poduszeczce przybornika widać jeszcze dwie igły, co może sugerować, że w życiu królowej są jeszcze inni kochankowie. Dama na drugim planie jest prawdopodobnie jedną z jońskich lubieżnych towarzyszek Omfale. Ubrana w tunikę obszytą futrem, być może nawiązanie do skóry lwa nemejskiego. W ręce trzyma odebrany Herkulesowi rapier, którego pionowa krawędź rozdziela przestrzeń między zajętymi dłońmi bohatera a przybornikiem do szycia. Ciężki oręż w rękach kobiety kontrastuje z małą igłą trzymaną przez herosa. Na ziemi siedzi piesek spoglądający wprost na widza.

## Technika
Scena jest oświetlona w nierealny sposób, postać królowej jest źródłem jasno bijącego światła, które rozpływa się po niemal białej skórze i zwiewnym materiale jej sukni. Mniej światła pada na postać Herkulesa i damy dworu, odblaski pojawiają się na zbroi, hełmie i mieczu, a reszta pomieszczenia pozostaje w cieniu. Jasne i jaskrawe kolory sukni dam kontrastują z ciemną zbroją bohatera, ożywioną pasiastą koszulą i czerwoną szarfą. Swobodne, lecz precyzyjne wykonanie na typowym, czerwonym podkładzie demonstruje zdolności malarskie Goi. Podobne kobiece rysy twarzy pojawiają się na obrazie Niepokalane poczęcie, również z 1784.

## Proweniencja
Obraz należał do kolekcji markizów de la Torrecilla. Przed 1928 rokiem przeszedł do kolekcji księcia de San Pedro de Galatino w Madrycie. Do 1983 roku należał do markizy de Valdeolmos, a następnie do jej spadkobierców.